# Liste des évêques de Latina-Terracina-Sezze-Priverno
Cette liste recense les évêques qui se sont succédé sur les sièges de Priverno, Sezze et Terracina. Au cours du XIIe siècle, ces trois sièges sont unis aeque principaliter avec l'évêché à Terracina. En 1967, les territoires de la province de Latina qui faisaient partie du diocèse de Velletri sont annexés au diocèse de Terracina qui prend le nom de Terracina-Latina. À partir de cette date, les évêques du diocèse établissent leur siège à Latina. En 1986, par le décret Instantibus votis de la congrégation pour les évêques, les trois sièges de Terracina-Latina, Sezze et Priverno sont pleinement unis et la nouvelle circonscription prend le nom de diocèse de Latina-Terracina-Sezze-Priverno.

## Évêques de Priverno
- Bonifacio (mentionné en 769)
- Eleuterio (mentionné en 826)
- Maio (mentionné en 853)
- Martino (mentionné en 861)
- Benedetto (mentionné en 993)
- Pietro (1012-1024)
- Giovanni (mentionné en 1036)

## Évêques de Sezze
- Stefano (mentionné en 1036)
- Pollidio (mentionné en 1046)
- Drusino (mentionné en 1118)
- Alessandro (mentionné en 1122)
- Giovanni (mentionné en 1150)
- Landon Sitino (1178-1179), élu antipape sous le nom d'Innocent III

## Évêques de Terracina
- Sabino † (mentionné en 313)
- Anonyme (IVe siècle
- Martirio (495-502)
- Pietro Ier (591-592)
- Agnello Ier (592-598)
- Felice (mentionné en 649)
- Agnello (mentionné en 680)
- Giordano (mentionné en 853)
- Giovanni Ier (mentionné en 861)
- Leone (mentionné en 879)
- Sabbatino (963-964)
- Benedetto Ier (mentionné en 969)
- Giovanni II (986-994)
- Adeodato (mentionné en 1015)
- Giovanni III (1028-1036)
- Teodaldo (mentionné en 1042)
- Giovanni IV (1052-1059)
- Ambrogio  (1064-1071)
- Pietro II (1092-1095)
- Benedetto II (1098-1105)
- Gregorio Ier, O.S.B (1112-1126)
- Tommaso (mentionné en 1159)
- Berardo Berardi (mentionné en 1166)
- Ugone (1168-1179)
- Tedelgario (1195-1199)
- Simeone (1203-1217), confirmé comme évêque de Terracina, Sezze et Priverno

## Évêques de Terracina, Sezze et Priverno
- Simeone (1217-1224)
- Gregorio II (1227-1238)
- Docibile (mentionné en 1248)
- Pietro III (1257-1259)
- Francesco Canis, O.F.M (1263-1268)
- Francesco (1273-1295), nommé évêque d'Avellino
- Teobaldo, O.F.M (1295-1296), nommé évêque d'Assise
- Alberto (1296-1300), nommé archevêque de Capoue
- Giovanni V (1300- ?)
- Andrea (1319- ?)
- Sergio Peronti (1326-1348)
- Pietro IV (1348-1352)
- Giacomo de Perouse, O.E.S.A (1352- ?)
- Giovanni Ferreri da Sora, O.F.M (1362- ?)
- Stefano Armandi (1369-1381), déposé
- Ruggero (?)
- Nicola Corradi Pocciarelli (1390-1402), nommé évêque de Segni
- Marino Merula (1402-1404), nommé évêque de Gaète
- Antonio (1404-1411), déposé
- Antonio da Zagarolo, O.F.M (1411-1422), nommé évêque de Gaète
- Andrea Gacci (1422-1425)
- Giovanni de Normannis (1425-1427), nommé évêque de Gaète
- Nicola de Aspra (1427-1445)
- Alessandro Trani (1445-1448)
- Alessandro Caietano (1449-1455)
- Francesco de Benedictis (1455-1458)
- Corrado de Marcellinis (1458-1490)
- Francesco Rosa (1490-1500)
- Giovanni de Galves (1500-1507)
  - Oliviero Carafa (1507-1510), administrateur apostolique
- Zaccaria de Moris (1510-1515)
- Andrea Cybo (1517-1522)
- Giovanni de Copis (1522-1527)
- Antonio Bonsius (1528-1533)
- Cinzio Filonardi (1533-1534)
- Alessandro Argoli (1534-1540)
- Ottaviano Maria Sforza (1540-1545)
- Ottaviano Raverta (1545-1562)
- Francesco Beltramini (1564-1575)
- Beltramino Beltramini (1575-1582)
- Luca Cardino (1582-1594)
- Fabrizio Perugini (1595-1608)
- Pomponio de Magistris (1608-1614)
- Cesare Ventimiglia (1615-1645)
- Alessandro Tassi (1646-1647)
- Francesco Maria Ghislieri (1649-1664), nommé évêque d'Imola
- Pompeo Angelotti (1664-1667)
- Ercole Domenico Monanni (1667-1710)
- Bernardo Maria Conti, O.S.B (1710-1720)
- Giovanni Battista Conventati, C.O (1720-1726)
- Gioacchino Maria Oldo, O.Carm (1726-1749)
- Callisto Maria Palombella (1749-1758)
- Francesco Alessandro Odoardi (1758-1775)
- Benedetto Pucilli (1775-1786)
- Angelo Antonio Anselmi (1786-1792), nommé évêque de San Severino
  - Siège vacant (1792-1800)
- Michele Argelati (1800-1805)
- Francesco Antonio Mondelli (1805-1814), nommé évêque de Città di Castello
- Francesco Saverio Pereira (1815-1818), nommé évêque de Rieti
- Francesco Albertini (1819-1819)
- Carlo Cavalieri Manassi (1820-1826)
- Luigi Frezza (1826-1828), nommé archevêque titulaire de Chalcédoine (de)
  - Siège vacant (1828-1834)
- Bernardino Panzacchi (1834-1834)
- Guglielmo Aretini-Sillani (1835-1853)
- Nicola Bedini (1853-1862)
- Bernardino Trionfetti, O.F.M (1862-1880)
- Flaviano Simoneschi (1880-1883)
- Tommaso Mesmer (1883-1892)
- Paolo Emilio Bergamaschi (1893-1899), nommé évêque de Troia
- Domenico Ambrosi (1899-1921)
- Salvatore Baccarini, C.R (1922-1930), nommé archevêque de Capoue
- Pio Leonardo Navarra (es), O.F.M.Conv (1932-1951), nommé archevêque titulaire de Beroë (de)
- Emilio Pizzoni (1951-1966), nommé évêque auxiliaire d'Udine

## Évêques de Terracina-Latina, Sezze et Priverno
- Arrigo Pintonello (1967-1971)
- Enrico Romolo Compagnone, O.C.D (1972-1983)
- Domenico Pecile (1983-1986), nommé évêque de Latina-Terracina-Sezze-Priverno

## Évêques de Latina-Terracina-Sezze-Priverno
- Domenico Pecile (1986-1998)
- Giuseppe Petrocchi (1998-2013), nommé patriarche d'Aquila
- Mariano Crociata (2013-  )

## Sources
- http://www.catholic-hierarchy.org